# Tamara Elisabeth Jerniganová
Tamara Elisabeth Jerniganová (* 7. května 1959 Chattanooga) je americká vědkyně a astronautka. Ve vesmíru byla celkem pětkrát.

## Život

### Studium a zaměstnání
V roce 1977 ukončila střední školu Santa Fe High School v Kalifornii, poté studovala na Stanfordově univerzitě. Po ukončení studia na Stanfordově univerzitě v roce 1983 pokračovala ve studiu na Kalifornské univerzitě v Berkeley a na Rice University. V roce 1988 studia ukončila titulem Ph.D. fyziky a astronomie. V roce 1985 absolvovala výcvik astronauta u Národního úřadu pro letectví a vesmír, od roku 1986 pak byla zařazena mezi astronauty. V této pozici zůstala roku 2001. Poté pracovala ve společnosti Lawrence Livermore National Laboratory.
Jejím manželem je o rok starší americký astronaut Peter Wisoff. Její přezdívka je Tammy.

### Lety do vesmíru
Na oběžnou dráhu se v raketoplánech dostala pětkrát, ve vesmíru strávila 63 dní, 1 hodinu a 24 minut. Absolvovala jeden výstup do volného vesmíru, při instalaci zařízení u ISS strávila vně stanice hodinu a 55 minut. Byla 251. člověkem ve vesmíru, 16. ženou.
- STS-40 Columbia (5. června 1991 – 14. června 1991), letová specialistka
- STS-52 Columbia (22. října 1992 – 1. listopadu 1992), letová specialistka
- STS-67 Endeavour (2. března 1995 – 18. března 1995), velitelka užitečného zařízení, letová specialistka
- STS-80 Columbia, (19. listopadu 1996 – 7. prosince 1996), letová specialistka
- STS-96, Discovery (27. května 1999 – 6. června 1999), letová specialistka